# خرزة
الخرزة جنس نباتي من الفصيلة القطيفية يضم عدة ثلاثة أنواع مقبولة ونوعين لم يحسم أمرها بعد.

## من أنواعها
- الخرزة البتاغونية (باللاتينية: Halopeplis patagonica)
- الخرزة العقدية (باللاتينية: Halopeplis nodulosa)
- الخرزة القزمة (باللاتينية: Halopeplis pygmaea)
- الخرزة محيطية الأوراق (باللاتينية: Halopeplis perfoliata)
- الخرزة ملتفة الساق (باللاتينية: Halopeplis amplexicaulis)